# Elektronikus zene

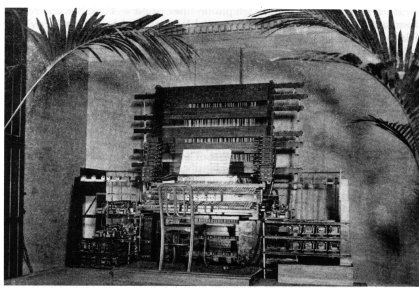
Telharmonium, Thaddeus Cahill 1897

Az elektronikus zene gyűjtőnév mindenfajta olyan zenei műalkotás, ill. zeneipari termék számára, amelyben a hangok generálása elektronikus technikai eszközök (pl. szintetizátor, v. személyi számítógép hangkártyája) segítségével történik, és ezek az eszközök dominálnak a komponálásban és/vagy az előadásban (ez nem zárja ki, hogy kiegészítő eszközként akusztikus hangszerek, énekhangok stb. is szerepeljenek). Elektronikus zenéről csak nagyjából a 19. század közepétől beszélhetünk, és kísérleti jellegű korszakát is csak az 1970-es évek végén lépte túl. Mára a popzene és a filmzene egyik uralkodó irányzata lett, de a komolyzenének is van elektronikus irányzata.

## Története

### Kezdetek

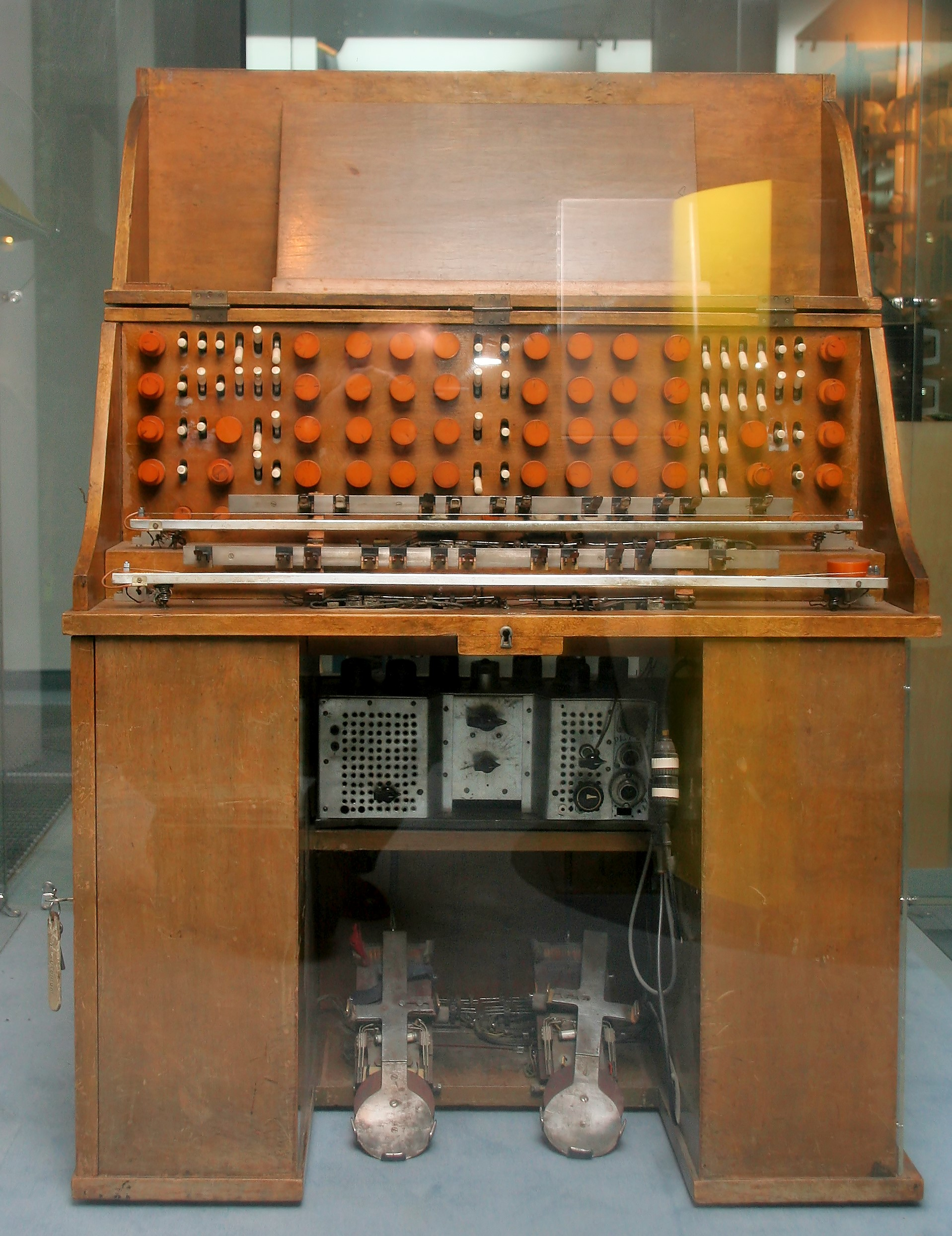
Trautonium, 1928

Már időszámításunk előtt is készültek olyan mechanikus berendezések és hangszerek, melyek automatizáltak voltak, emberi beavatkozás nélkül keltettek hangokat. Ilyen volt például Ktészibiosz találmánya, a víziorgona. Az i. e. 3. században élt görög tudós több más víznyomáson alapuló gépet is feltalált. Számtalan feljegyzés maradt fenn olyan szerkezetekről, mint a zenedobozok, muzsikáló verklik. Mindezek azonban mechanikus és nem elektronikus eszközök, és az elektronikus zene kifejlődésében nem játszottak szerepet.
Maga az elektronikus hullámokkal történő hangtovábbítás Alexander Graham Bell ötlete. Az általa feltalált hangtovábbító eszköz legfontosabb része a membrán, mely az emberi fül működését másolja. Tulajdonképp a mai napig is ez a lelke a mikrofonoknak, és hangszórók többségének. 1878-ban Thomas Alva Edison szabadalmaztatta a kézi hajtású fonográfot, melyre évekkel később egy tölcsért is szerelt. A zenészek fellépéseiket az 1890-es évek elejétől kezdték rögzíteni, 1892-ben pedig megjelentek az első lapos gramofonlemezek. 1902-ben Valdemar Poulsen szabadalmaztatta az első mágnesességen alapuló hangrögzítő berendezést, a drótfelvevőt.

### Az első hangszerek
Az első elektromechanikus hangszer a Thaddeus Cahill által 1897-ben kifejlesztett Teleharmonium vagy Telharmonium volt. A hangszer egyszerű használhatóságát akadályozta a héttonnás tömeg és a tehervagonnyi méret. A nagyjából 18 méter hosszú berendezésben Edison-dinamók képezték, és telefonzsinóron juttatták el a hangokat a hallgatósághoz. Az első praktikus elektronikus hangszernek a Theremin tekinthető, melyet professzor Leon Theremin fejlesztett ki 1919 és 20 körül. Másik ilyen korai hangszer volt az Ondes Martenot, melyet Olivier Messiaen használt előszeretettel a Turangalila Szimfóniában. Ez a hangszer népszerű volt még olyan, elsősorban francia komponistáknál, mint Andre Jolivet.

### Háború utáni évek: 1940–1960
A második világháborút követő időszakban az elektronikus zene arra volt hivatott, hogy haladó komponistákkal az élen felülmúlja a tradicionális hangszerek határait. A nagy számban írt modern elektronikus zenei kompozíciókat csak a kezdetnek tekintették a konkrét zene és a hangfelvevők kialakulásánál 1948-ban, hogy mihamarabb kialakulhasson az első korai analóg szintetizátor. Az első konkrét zenei művet Pierre Schaeefer írta, ki olyan avantgárd klasszikus komponisták oldalán dolgozott, mint Pierre Henry, Pierre Boulez és Karlheinz Stockhausen. Stockhausen több évig dolgozott a Kölni Stúdió elektronikus zenei részlegének tagjaként, ahol elektromosan keltett hangokat próbáltak ötvözni hagyományos zenekarokkal. Max Mathews számítógépet kezdett használni zenekomponáláshoz a Bell laboratóriumban 1957-ben. Szintén ebben az évben alkották meg az eindhoveni Philips laboratóiumban a Song of the second moon című számot Tom Dissevelt és Kid Baltan. Ismert komponisták voltak még ezen a területen Edgard Varèse és Steve Reich. 
A Radiophonic – a BBC különleges hangeffekt műhelyében – Ron Grainer és Delia Derbyshire megalkotta a Doctor Who című televíziós produkció zenei témáját.

### 1960-tól 1970-ig
Habár az elektronikus zene, mint klasszikus vagy művészi kompozícióként kezdte hódító útját, néhány éven belül a populáris kultúra részévé vált, igaz, ekkor még változó lendülettel. Az 1960-as években Wendy Carlos két számottevő albummal népszerűsítette a korai szintetizátoros zenét: a The Well Tempered Synthesizer-rel és a Switched On Bach-hal, mely klasszikus barokk zenei részleteket dolgoz fel egy Moog-szintetizátor segítségével. Mivel a Moog egy monofonikus hangszer volt, így Carlosnak rengeteg stúdióidőre volt szüksége, hogy soksávos zenéjét elkészíthesse. A korai masinák közismerten instabilak is voltak és nagyon könnyen elhangolódtak. Ezek ellenére néhány zenész, mint Keith Emerson az Emerson, Lake & Palmerből, magukkal vitték a turnékra.
A teremint, annak ellenére, hogy hihetetlenül nehéz volt rajta játszani [forrás?], mégis használták olyan jeles popzenei alkotásokban, mint a Beach Boys Good Vibrations című zenéje.
Korai elektronikus hangszer volt a mellotron és a clavioline. A mellotron például a Beatles Strawberry Fields Forever-jében jelenik meg, és háttérhangszerként hallható a Yes It Is-ben is, míg a clavioline a Baby, You Are a Rich Man-ben (1967). A clavioline valószínűleg legismertebb alkalmazása Max Crook billentyűs nevéhez fűződik, aki Del Shannon Runaway c. slágerében (1961) egy általa clavioline-ból módosított elektromos orgonán, a musitronon játszik szólót.
Azonban nemcsak Moog volt az egyetlen szintetizátorfejlesztő. A Nyugati Parton Donald Buchla is ilyen hangszerekkel kísérletezett, ám ezek a Moog-októl eltérően billentyűzet nélkül készültek. Ahogyan a technika fejlődött és a szintetizátorok egyre erőteljesebbek és hordozhatóbbak lettek, egyre több rockbanda fogadta kegyeibe és építette be muzsikájába. Példaként, mint relatív korai felhasználókként felhozhatók olyan együttesek, mint a The United States of America, a The Silver Apples és Pink Floyd. Habár nem minden zenéjük volt elektronikus (kivéve a The Silver Apples-t), de a zenei hangzásukat igenis a szintetikus elemek határozták meg.

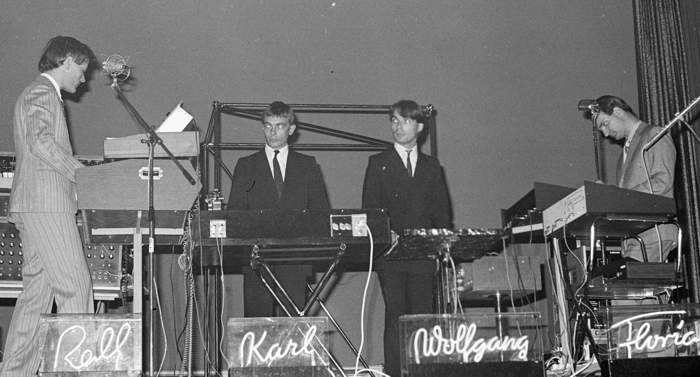
A nyugatnémet Kraftwerk zenekar 1976-ban

Az 1970-es években a stílust elsősorban a Kraftwerk karolta fel, akik különféle elektronikákat használtak, hogy szimbolizálják és (néha mulatságosan) ünnepeljék a modern és technikai világ elidegenülését; 1975-től a zenéjük tisztán és kompromisszumok nélkül elektronikus, deklaráltan csak elektromos hangszereket (a szintetizátorokon kívül elsősorban dobgépeket, ill. elektromos dobokat) használtak.
A Kraftwerk hatására született meg az elektronikus popzene korai, a monofonikus technika miatt még viszonylag egyszerű hangzású változata, a synth-pop (szinti-pop, szintetizátor-pop). Ebből a stílusból számos új zenei stílus teremtődött: a diszkózenével ötvöződve megszületett például a hetvenes-nyolcvanas évek „űrpopja” (ami nagy hatással volt később a dance-techno műfajra), illetve egyéb tánczenei műfajok; valamint felelős volt számos „újhullámosnak” is nevezett – kezdetben nem ritkán rockzenét játszó – együttes áttéréséért az elektronikus zene irányába (Gary Numan, OMD, Depeche Mode), megteremtve a synth popnál keményebb, összetettebb, gitárzenét imitáló vagy azzal kiegészülő hangzást, amit később elektropopnak neveztek el. A hetvenes évek legvégén született meg az indusztriális zene is a Throbbing Gristle nevű brit experimentális együttes révén. Gary Numan volt az első előadó, aki jelentős (slágerlistás) népszerűséget ért el az elektronikus zenével, 1979-ben, és "kihozta" azt a félig-meddig underground brit klubokból. Az ő nyomán nyilvánvaló lett, hogy az elektronikus eszközök nem csak kísérleti vagy elvont művészi célokat szolgálhatnak, hanem alkalmasak népszerű zene alkotására is.
Az elektronikus zene egy másik hulláma Nyugat-Németországban született az ottani progresszív rockból. A progresszív rocknak megfelelő német irányzat, a krautrock több képviselője, mint a Tangerine Dream, és a Can, részben vagy egészben áttért a szintetizátor alapú zenélésre. Ez számos más hatással kiegészülve (meditációs zene, New Age, free jazz) létrehozta az ambient stílust és rokonait, amely a synth pop / elektropop mellett az elektronikus könnyűzene másik legfontosabb és legmaradandóbb vonulata lett a nyolcvanas évekre.
A dzsessz műfajában erősített akusztikus hangszerek és szintetizátorok hangjainak keveredése határozta meg a hangzást, mint például a Weather Report felvételein. Joe Zawinul, a szintizenész ebben az együttesben több ilyen formáció összeállításán is fáradozott. A híres jazz-zongorista Herbie Hancock zenekarával, a The Headhunters-szel 1970-ben hallgatóit az elektronikus és szintetizált hangok széles palettájával kápráztatta el, mely hangzás még jobban kinyílt a Future Shock albumon, mely Bill Laswell közreműködésével született meg az 1980-as években. Ezen albumon látta meg napvilágot a híres Rockit, 1983-ban.
Olyan zenészek, mint a Tangerine Dream, Brian Eno, Vangelis, Jean-Michel Jarre, a japán komponisták közül Tomita Iszao, Kitaró szintén terjesztették és popularizálták az elektronikus zenei hangzást. A filmipar ugyancsak széleskörűen kezdte felhasználni a hangzást a filmzenékben; nagyszerű példa az elsők közül Stanley Kubrick filmje, az Anthony Burgess novelláján alapuló Mechanikus narancs.
Az 1956-os Forbidden Planet című film zenéjéhez elektronikus kottákat használtak, de a felvétel során szintetizátorokat még nem. Ahogy az elektronikus zenei hangzás egyre népszerűbb lett, úgy lett egyre inkább bevett szokás a filmes felhasználás is. Elektronikus hangzásokkal és hangeffektekkel teremtettek hangulatot olyan sci-fi alkotásoknál, mint például a Szárnyas fejvadász (zeneszerző: Vangelis). Több elektronikus zenei előadó és csapat is teljes filmzenei anyagokat készített. A már említett Tangerine Dream is jó példa erre.

### Késő 70-es és késő 80-as évek
Az industrial és az elektropop
A késő 70-es és korai 80-as években erőteljesen megindult az elektronikus hangszerek fejlesztése. Az analóg szintetizátorok átadták helyüket a digitális szintiknek és samplereknek. Ezek az első hangmintavevők a korai szintikhez hasonlóan nagyméretű és megfizethetetlenül drága berendezések voltak – olyan cégek, mint a Fairlight és New England Digital, 100 000 dollárokért adtak el hangszereket. Az 1980-as évek közepén ezen zeneeszközöket leváltották az olcsó és elérhető árú mintavevők. A késő 1970-es évektől rengeteg zenét alkottak ezekkel az eszközökkel. Olyan formációk, mint a Heaven 17, Severed Heads, The Human League, Yazoo, The Art of Noise, Orchestral Manoeuvres in the Dark, Depeche Mode és a New Order új fejezeteket nyitottak az elektronikus zenei jelentésben. A Fad Gadget nevét egyenesen a new wave elektronikus zenei vonatkozásának atyjaként aposztrofálják.
A zenegépek művi mivoltából kiindulva nagyszerű lehetőséget biztosítottak a véletlenszerű, nem harmonikus, statikus zajok létrehozásához, ami az indusztriális zene műfajához vezetett. A stílus úttörő csapataihoz tartozik a Throbbing Gristle (mely 1975-ben kezdte működését), a Wavestar és a Cabaret Voltaire. Néhány formáció, mint a Nine Inch Nails, KMFDM és a Severed Heads kalandozó felfedezéseket tettek a konkrét zene birodalmába és az onnan szerzett „kincseket” alkalmazták a mechanikus tánczenékben. Számos együttes kreált eközben durvábbnál durvább elektronikus muzsikákat. Míg időközben mások (Front 242, Skinny Puppy) ezeket a kemény hangzásokat kombinálták a korábbi pop-orientált motívumokkal, megalkotva az electronic body music-ot (EBM).
Karöltve az elektronika és indusztriál iránti növekvő népszerűséggel, számos alkotó a dub muzsika megalkotásán fáradozott. Figyelemre méltó producer volt ezen a területen Adrian Sherwood, kinek az On-U Sound elnevezésű címkéje volt 1980-ban felelős az indusztriál és a zajok esztétikájának ötvözéséért olyan nevekkel az élen, mint Tackhead, az énekes Mark Stewart és még sorolhatnánk. Ez kövezte ki az utat az 1990-es években népszerű dub-hoz, olyan együttesek vezetésével, mint a Meat Beat Manifesto és a későbbi downtempo és trip-hop producer páros, Kruder & Dorfmeister.

### 1980-as évektől a korai 2000-es évekig
A techno, a house és a trance útja
A chicagói house, a detroiti techno hangzás a korai 1980-as években és a későbbi angliai bázisú acid house vonal a késő 80-as és korai 1990-es években csak olaj volt a tűzre, hogy az elektronikus zene fejlődése és elfogadottsága kiteljesedjen és megtalálja helyét a táncparketten. Az elektronikus kompozíciók gépek által generált ritmusképletei jóval precízebbek, mint amire egy tradicionális ütőhangszeres képes lenne. [forrás?]
A használható elektronikus hangszerek árainak zuhanása azt jelentette, hogy a popzene jelentős része elektronikusan készült. [forrás?] Olyan művészek, mint Björk, Moby vagy a The Prodigy hamar popularizálták a változatos formákat a fő zenei áramban (mainstream). Az 1990-es években, a török elektronikus zenei producer, Murat Ses publikálta műveit, melyek keleti, közép-ázsiai és anatóliai zenéket egyesített: „az idő és határok nélküli összefüggés kultúrák és civilizációk között”. Alexandre Bischof  Dark Lounge  – a modern elektronikus zenét ötvözi hazájának szamba gyökereivel, és viszi elvont és sötét irányba a hangokat.
Kilencvenes évek – az electronica
A kilencvenes évek elejétől jól megfigyelhető tendencia volt az elektronikus tánczene kettéválása a könnyebb vonulaton belül is (a "komolyabb" vonulat az ambient – dark – industrial stb. műfajok által képzett halmaz) is „szórakoztató” (techno – rave – house stb.), valamint komolyabb célokat is szolgáló és nagyobb kritikai elismerést kiváltó „zenei” részre. A szaksajtó (elsősorban Angliában, ahonnan a jelenség elindult) erre a vonulatra, az elektronikus tánczene „nem táncolható” vonulatára az „electronica” címkét kezdte alkalmazni. Az utóbbi alá olyan fogalmak tartoznak, mint pl. az IDM, a big beat, a synth pop új vonulata, vagy a trip hop. Az electronica címke általában olyan „alternatív” előadókat tömörít (hasonlóan az alternatív rock címke előadóihoz, csak nem a rockzenén belül), akik a rétegzene „elefántcsonttornyába” zárkózó kísérleti előadókkal ellentétben nem csak önkifejezést keresnek és zeneművészi ambíciókat táplálnak, hanem szélesebb rajongótábort szeretnének maguknak, ugyanakkor túl triviálisnak tartják a diszkókban és rádiókban játszott tucat-alkotásokat.
Pontatlan, de durva behatárolásra valamennyire alkalmas rövid fogalmazással: a kilencvenes években létrejött az elektronikus (tánc)zene egy olyan, eklektikus és dinamikus formája, amely többé-kevésbé igényesebb és jóval gazdagabb hangzásvilágú volt a sztenderd elektronikus tánczenéknél, utóbbiak közé értve az akkoriban legdivatosabbakat, mint az eurodance-, a dance-techno-, a trance-, house- és rave-mozgalmak; noha ez utóbbiakból is sokat merített. A brit kritikusok pedig kitaláltak erre egy új szót, ami aztán – nem utolsósorban a fogalom elméleti meghatározatlansága és az emiatti következetlen használat miatt – elterjedt. Ezen értelmezés szerint eredetileg olyan alkotókat és műveket illettek az „electronica” címkével a popzenén belül, amelyek inkább a hallgatásra (értsd: otthon vagy koncerten) specializálódtak, szemben a táncparketten, klubokban való felhasználásával, azonban, főképp a zeneipar amerikai köreiben, annyira kitágították ezt a címkét, hogy mára jószerével  „elektronikus popzene” kifejezés szinonimájává vált.
Az „electronica” címkét a legtöbb címkézett zenekar (pl. a Prodigy) egyébként határozott és öntudatos önmarketinggel visszautasította, így mintegy egy évtized múltán meglehetősen értelmetlenné kezdett válni a használata.
A progresszív elektronika új hulláma
A kétezres évek elejétől újra megfigyelhető az elektronikus zene elsősorban hallgatásra és nem táncparkettre szánt, a nyolcvanas évek elejére a Tangerine Dream és hasonló félig-meddig kísérleti zenekarok végleges elpoposodásával elhaló, a „tuc-tuc” kliséktől elhatárolódó vonulatának, a progresszív elektronikus zenének a feltámadása. Ezek az egy-két tagból álló, inkább projektnek, mint zenekarnak nevezhető zenészek főleg online adják ki anyagaikat, és gyakran olyan közösségi jellegű helyeken lelhetőek fel, mint a Bandcamp, de vannak szakosodott lemezkiadók is (például Ultimae Records). Néhány jellegzetes képviselőjük: Aes Dana, Solar Fields, Carbon Based Lifeforms (tágabb értelemben a Shpongle is ide sorolható), Magyarországon pedig Fabók Péter („Tangram”). A szakirodalom, megfelelő elmélet és jelzők híján, sokszor tévesen azonosítja őket az ambient mozgalommal, a két irányzat valóban nem teljesen idegen egymástól, de messze nem azonosítható egy az egyben.

### Elektronikus zene napjainkban
Az ezredforduló eljövetele után az elektronikus zene egyre nagyobb bázist talált magának. A kezdeti, kísérletezgetős garázs-műfajból elismert zenei irányzat lett. A világ legnagyobb DJ-i popsztároknak kijáró tiszteletet kaptak (pl. Tiësto, Armin van Buuren, John Digweed). Egyre több ilyen szórakozóhely nyílt, és a fesztiválok közt is szuverenitást vívott ki magának a stílus. Elég csak a belgiumi tomorrowland-re, vagy a miami-i WMC-re gondolni. Megjelentek az első rádióállomások, amik csak ilyen zenével foglalkoztak. Ilyen volt a Kiss100, vagy a Proton Radió. A „popularizálódással” már nem elektronikus zenéről kellett beszélnünk, hanem nevükön kellett nevezni a kialakuló új stílusokat is. Egyre plasztikusabban domborodott ki a deep, a chillout, a minimal, a progresszív és még lehetne sorolni. Igaz persze az is, hogy a különböző stílusok között nagyon nagy az átjárás. Sokszor még maga a DJ, producer se tudja, hogy éppen trance vagy progressive számot alkotott.

### Kritikák
„Egy diszkó klubban épp elég, ha muzsikát ont a fekete gép. Csak muzsikát ont a fekete gép, Ez már nekem nem elég.”

– Török Ádám / Mini együttes (1978).

Maguk a zenészek is gyakorta szembeállítják a szintetizátorokkal és szekvenszerekkel készített, sokszor egyszerű ritmusképleteken („tuc-tuc zene”) alapuló  „automata”-zenéket a magas képzettséget, folytonos gyakorlást, esetenként virtuozitást igénylő hangszeres (elsősorban rock-) zenével. ( Valójában az elektronikus tánczene (ezt a fogalmat szűken értelmezve), amint a neve is mutatja, egy meghatározott céllal készült tömegtermék, nem pedig műalkotás. Ugyanakkor az elektronikus zene is létrehozta a maga művészileg és technikailag kiemelkedő alkotóit, és ez a vonulat mindig is jelen volt az elektronikus műfajban. Ilyen alkotók közé tartozik például a Kraftwerk, Tangerine Dream, Jean-Michel Jarre, Yellow Magic Orchestra, Marek Biliński, Magyarországon pedig Presser Gábor (az Electromantic című albumával) és Benkő László (a Lexikon c. szólólemezeivel, valamint a Panta Rhei nevű progresszívrock-csapat.

## Nagyobb műfajok, műnemek
- Ambient
- Dance
- Disco
- Dub
- Electronica
- Progresszív elektronikus zene
- Kísérleti elektronikus zene
- Űrzene
- Techno

## Stílusok
- Acid house
- Acid trance
- Avantgarde
- Big beat
- Breakbeat
- Breakcore
- Chillout
- Dark Ambient
- Deep house (Deep)
- Drum and bass
- Dubstep
- Chiptune (8-bit, Nintendocore)
- EBM
- EDM (electronic dance music)
- Electro
- Electropop / electro-pop
- Experimental
- Glitch
- Goa trance
- Hardcore
- Hardstyle
- Hard Trance
- Hiphop
- House
- IDM (A.K.A. Braindance)
- Industrial
- Jungle (Ragga-jungle)
- Micro house
- Minimal
- Nu jazz
- Progresszív house
- Rave
- Speed garage
- synthpop / synth pop
- Tech house
- Techno, hard techno
- Tecktonik
- Trance
- Trap
- Trip hop